# Amos Sawyer
Amos Claudius Sawyer (ur. 15 czerwca 1945 w hrabstwie Sinoe, zm. 16 lutego 2022 w Baltimore) – liberyjski polityk.

## Życiorys
Rodzina Abela Sawyera była potomkami osadników afroamerykańskich, pochodzących z Maryland w USA. W 1966 ukończył Liberia College, następnie uzyskał doktorat na Northwestern University w Chicago. Po powrocie do kraju rozpoczął działalność polityczną, kandydując na burmistrza stołecznej Monrovii, jako kandydat niezależny. Po zamachu stanu w 1980 powrócił do pracy akademickiej jako wykładowca nauk politycznych, pełniąc funkcję dziekana College of Social Sciences i tymczasowego rektora University of Liberia. Należał do założycieli Ruchu na Rzecz Sprawiedliwości w Afryce (MOJA) i Ludowej Partii Liberii (1983). Po obaleniu i zamordowaniu prezydenta Samuela Doe we wrześniu 1990, 35 przedstawicieli siedmiu najważniejszych politycznych partii Liberii zebrało się na konferencji w Gambii i zgodziło się na objęcie przez Amosa Sawyera funkcji tymczasowego prezydenta, którą pełnił do marca 1994. W czasie jego rządów trwała wojna domowa w Liberii. W 1992 Sawyer napisał i opublikował książkę The Emergence of Autocracy in Liberia: Tragedy and Challenge. Jest również autorem Beyond Plunder: Toward Democratic Governance in Liberia (2005). W 2011 został laureatem  Gusi Peace Prize.